# لارس ياكوبسون (لاعب كرة قدم)
لارس ياكوبسون (بالسويدية: Lars Jacobsson)‏ هو مدرب كرة قدم ولاعب كرة قدم سويدي، ولد في 10 ديسمبر 1960 في يونشوبينغ في السويد. لعب مع Markaryds IF ‏.